# Бурдоне (Мозел)
Бурдоне (фр. Bourdonnay) насеље је и општина у североисточној Француској у региону Лорена, у департману Мозел која припада префектури Шато Сален.
По подацима из 2011. године у општини је живело 261 становника, а густина насељености је износила 15,0 становника/km². Општина се простире на површини од 17,4 km². Налази се на средњој надморској висини од 320 метара (максималној 283 m, а минималној 217 m).

## Демографија
| 1962. | 1968. | 1975. | 1982. | 1990. | 1999. | 2011. |
| ----- | ----- | ----- | ----- | ----- | ----- | ----- |
| 342   | 357   | 313   | 272   | 215   | 239   | 261   |

График промене броја становника у току последњих година